# Franz Karl Alter
Pour les articles homonymes, voir Alter (homonymie).
Franz Karl Alter est un jésuite et philologue allemand, né à Engelsberg en Silésie en 1749, mort à Vienne le 29 mars 1804.

## Biographie
Entré dans la Compagnie de Jésus, il occupa la chaire de langue grecque au gymnase de Sainte-Anne, et à celui qui porte le nom d’Académique, à Vienne, jusqu’à sa mort. Il a publié deux cent cinquante ouvrages et dissertations, dont on peut voir les titres dans l’Allemagne savante de J.-G. Meusel. En donnant une édition critique du Nouveau Testament, il a su encore moissonner dans un champ où les travaux des Mill, Bengel, Werstein, Mathæi et Griesbach paraissaient n’avoir rien laissé à glaner à l’industrie de leurs successeurs, En voici le titre : Novum Testamentum, ad Codicem Vindobonensem græce expressum : varietatem lectionis addidit F.-C. Alter, professor gymnasii Vindob. t. t, 1786 ; t. 2, 1787, in-8° ; la base de cette édition est le Codex Lambecii I, de la bibliothèque impériale à Vienne. Les autres manuscrits de cette bibliothèque, et les versions cophte, esclavone et latine (cette dernière, d’après de précieux fragments de la Vulgate antérieure à saint Jérôme), y sont collationnés avec le manuscrit qu’Alter appelle par excellence Codex Vindob. Son travail aurait été plus utile, s’il eût pris pour base le texte de Wersteln ou de Grieshach, et s’il eût plus commodément distribué les précieux matériaux qui rendent son édition nécessaire à la critique sacrée. Ses avantages et ses inconvénients ont été exposés par M. Herbat Marsh, du collège de Saint-Jean de Cambridge, dans des Suppléments à l’Introduction de J.-D. Michaëlis au Nouveau Testament, p.447 du 1er volume de la traduction allemande du docteur E. F. C. Rosenmiiler, Goett., 1795, in-4°.
Parmi les autres ouvrages d’Alter, voici ceux qui méritent une mention particulière :
- une traduction allemande de la Bibliographie classique d’Édouard Harwood, avec des notes, Vienne, 1778, in-8° ;
- les variantes qu’il a tirées des manuscrits de la bibliothèque impériale, et dont il a enrichi les éditions qu’il a données à Vienne, de Lyalas (1785) Ciceronis Quæst, acad., Tusc., de Fin. et de Fato (1786, in-8°). Lucretitus Carus de Rerum Natura (1787, in-8°), Homeris Ilias (t. 1, 1789, in-8°, t, 2, 1790, avec les variantes des manuscrits de la bibliothèque Palat.), Odyssea et min. Poem. (1794).

Il a aussi donné :
- quelques Dialogues de Platon, 1784, in-8° ;
- Thucydide (1785, in-8°) et
- le Chronique de George Phranza ou Phrantzes, grand logothèque de Constantin, empereur d’Orient (voy. le Glossarium græco-barb. de J. Meursius, P. 78 s. et 458 s.), qui n’avait jamais été imprimée, Vienne, 1796, in-fol.
- Une Notice sur la Littérature géorgienne (en allemand, avec une gravure, Vienne, 1798, in-8°).

Ses nombreuses dissertations, qui roulant presque toutes sur des sujets peu connus (comme, par exemple, sur un vers d’Euripide retrouvé (1796), sur la langue tagalique (1800), sur des manuscrits orientaux et grecs de la bibliothèque impériale à Vienne, etc. ), ont été insérées dans quelques journaux allemands consacrés aux recherches d’érudition, particulièrement dans les Memorabilien de M. Paulus, et dans l’Allg. Litt. Anzeiger de Leipsick.